# Hannah Burdon
Hannah Dorothy Burdon (15. července 1800 Morpeth, Northumberland - 4. ledna 1877 Rapperswil) byla anglická spisovatelka a malířka. Zpočátku psala historické romány pod jménem Miss Burdon, a po svatbě v roce 1841, jako Madame Wolfensberger. Po smrti svého manžela v roce 1850 se obrátila k psaní společenských a politických románů pod pseudonymem Lord B*******.

## Životopis
Byla dcerou politického spisovatele Williama Burdona. V roce 1836 vydala svůj první historický román Seymour of Sudley; or, the last of the Franciscans. V roce 1841 se provdala za švýcarského malíře Johanna Jakoba Wolfensbergera. Po jeho smrti v roce 1850 začala psát sociální romány počínaje Masters and Workmen (1851). Její romány od té doby byly psány anonymně pod pseudonymem Lord B *******. Kvůli tomuto pseudonymu byla mylně její pozdější práce připisována Fredericku Richardu Chichesterovi, hraběti z Belfastu. Později se vdala za Daniela Jerome Schobingera.

## Dílo
- Miss Burdon" / "Madame Wolfensberger:
  - Seymour of Sudley: or, The Last of the Franciscans, 1836
  - The Lost Evidence, 1838
  - The Friends of Fontainbleau, 1839
  - The Thirst for Gold, 1841
  - The Pope and the Actor: An Historical Novel, 1842
  - The Forester's Daughter: A Tale of the Reformation, 1844
  - The Ward of the Crown: A Historical Novel, 1845
  - All Classes: A Novel, 1847
- Lord B*******" / "Lord B******m:
  - Masters and Workmen, a Tale, 1851
  - The Farce of Life, 1852
  - Wealth and Labour, 1858
  - The County Magistrate, 1858
  - Naples, Political, Social, and Religious, 1856
  - The Fate of Folly, 1859
  - Uncle Armstrong, a Narrative, 1866